# Dietrich Kurze
Dietrich Kurze (* 1. Januar 1928 in Berlin; † 15. Juni 2016 ebenda) war ein deutscher Historiker. Kurze lehrte von 1975 bis zu seiner Emeritierung 1995 als ordentlicher Professor an der FU Berlin. Er gehörte zu den besten Kennern der pfarrlichen Verhältnisse des Mittelalters.

## Leben und Werk
Die Familie stammte ursprünglich aus Thüringen. Sein Großvater war der Mediävist Friedrich Kurze. Der Vater von Dietrich Kurze, Friedrich-Wilhelm Kurze, war bei der Marine und stieg zum Vizeadmiral auf. Der Vater geriet in russische Gefangenschaft und starb 1945. Kurzes Mutter entstammte der alteingesessenen Berliner Familie Windler. Kurze wurde 1928 als viertes von sechs Kindern in Berlin geboren. Im Jahr 1931 zog die Familie nach Wilhelmshaven. Im Jahr 1934 wurde er dort eingeschult. Ende der dreißiger Jahre ging die Familie nach Berlin zurück. Mit sechzehn Jahren wurde Kurze als Flakhelfer (von Januar 1944 bis Februar 1945) im Umfeld von Berlin und im Raum Bitterfeld eingesetzt. Kurz vor Kriegsende war er Seeoffiziersanwärter und geriet wenig später bei Kiel in englische Kriegsgefangenschaft. Nach der Freilassung kam er zu seiner Tante nach Wiesbaden. Dort erhielt er das Reifezeugnis im November 1946. Im September 1948 schloss er eine Ausbildung als Bibliothekar erfolgreich ab. Anschließend studierte er ab dem Wintersemester 1948/49 Geschichte, Germanistik, Philosophie an der Universität Kiel. Sein wichtigster akademischer Lehrer in Geschichte war Karl Jordan. Ab dem Sommersemester 1951 studierte er für zwei Semester 1951 an der Universität Tübingen. Dort besuchte er die Lehrveranstaltungen von Heinrich Dannenbauer, Gerhard Ebeling und Hans Rothfels. Im Sommersemester 1952 ging er an die Universität Freiburg. Dort belegte er die Seminare von Gerhard Ritter, Gerd Tellenbach und Ernst Walter Zeeden. Anschließend wechselte er an die FU Berlin, wo Wilhelm Berges sein wichtigster akademischer Lehrer wurde. Seit dem Wintersemester 1953/54 arbeitete er an seiner Doktorarbeit. Im Spätsommer 1955 wurde er mit einer Arbeit über Johannes Lichtenberger an der FU Berlin promoviert. Seit 1957 war Kurze Assistent von Berges. Seine Habilitation erfolgte im Mai 1964 bei Berges in Berlin mit einer Arbeit über Pfarrerwahlen im Mittelalter.

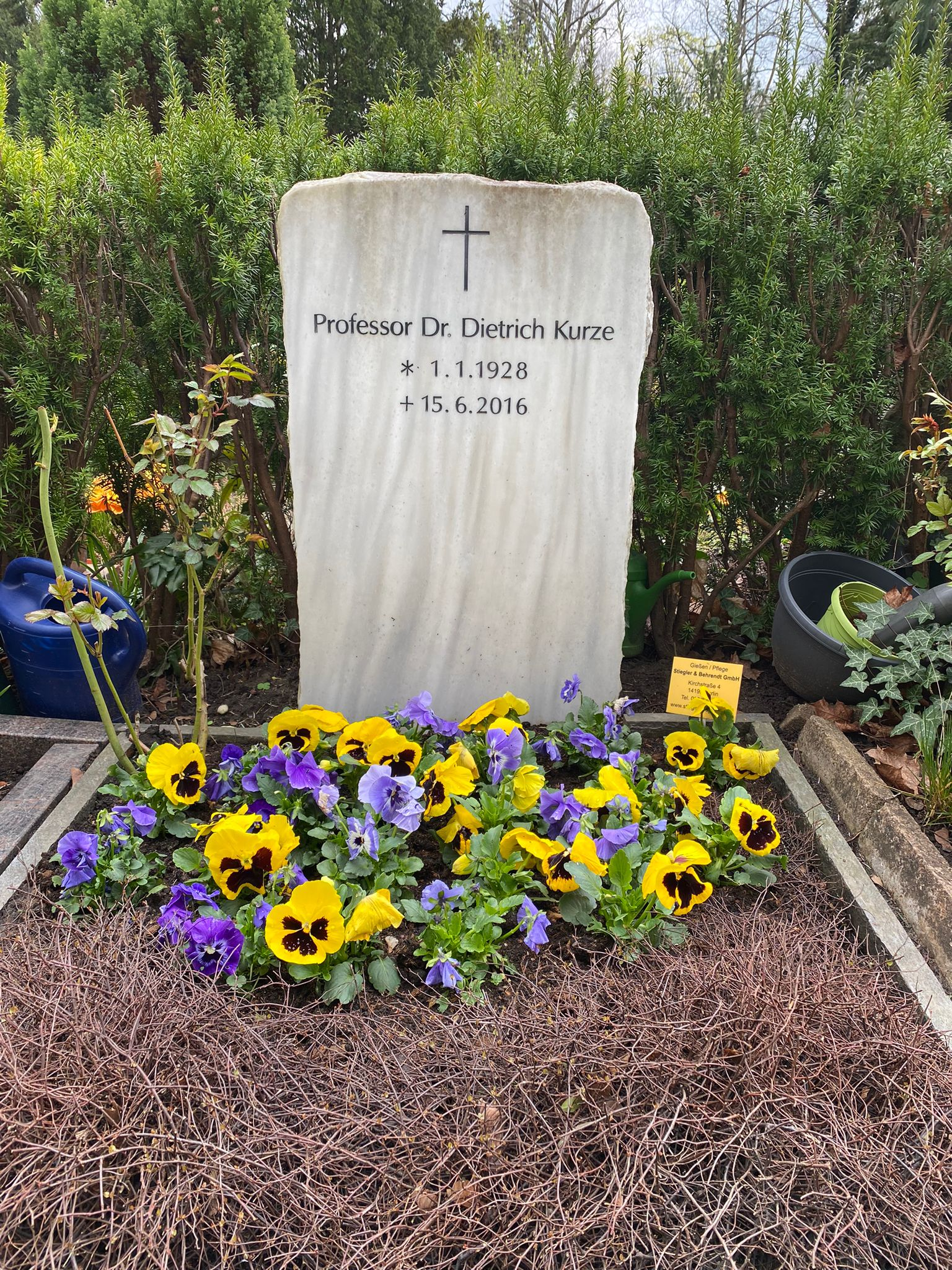
Grabstätte auf dem Friedhof Schmargendorf

Seit 1969 war Kurze Wissenschaftlicher Rat und Professor an der FU Berlin. Von 1973 bis 1975 lehrte er als Nachfolger von Horst Fuhrmann als ordentlicher Professor in Tübingen. Von 1975 bis zu seiner Emeritierung 1995 war Kurze ordentlicher Professor an der FU Berlin. Kurze übernahm zahlreiche akademische Funktionen und Ämter. Er war Vertreter im Kuratorium und im Akademischen Senat, Dekan und Mitglied des Fachbereichsrats sowie Gutachter für die Deutsche Forschungsgemeinschaft. Zudem war er Gutachter bei der Vergabe des Friedrich-Meinecke-Preises für die beste historische Dissertation jeden Jahres. Kurze gehörte vom Wintersemester 1958/59 bis zu seinem Tod der Historischen Kommission zu Berlin an.
Seine Arbeitsschwerpunkte waren die europäische Geschichte des hohen und späten Mittelalters, die politischen und sozialen Theorien, die Ketzergeschichte und die Kirchengeschichte, vor allem die Berliner und Brandenburgische Geschichte. Mit seiner Dissertation schuf Kurze überhaupt erst die Grundlage für eine angemessene Bewertung und Einordnung Lichtenbergers. Kurzes Habilitation blieb für lange Zeit die einzige größere Arbeit zur Erforschung des Niederkirchenwesens. Kurze legte 1975 eine Quellensammlung zur mittelalterlichen Ketzergeschichte vor. Hauptbestandteil der Edition sind 195 Verhörprotokolle der Inquisition des Petrus Zwicker gegen Waldenser der Mark Brandenburg und Pommerns aus den Jahren 1392 bis 1394. Dreißig Jahre lang war Kurze einer der Herausgeber des Jahrbuchs für Berlin-Brandenburgische Kirchengeschichte.
Kurze heiratete 1960. Aus der Ehe gingen drei Kinder hervor. Im Januar 2018 fand aus Anlass des 90. Geburtstages von Dietrich Kurze ein Colloquium in Berlin statt. Seine letzte Ruhestätte erhielt er auf dem Friedhof Schmargendorf (Abt. K).

## Schriften (Auswahl)
Ein Schriftenverzeichnis erschien in: Dietrich Kurze: Berlin-Brandenburgische Kirchengeschichte im Mittelalter. Neun ausgewählte Beiträge. Herausgegeben von Marie-Luise Heckmann, Susanne Jenks, Stuart Jenks (= Bibliothek der Brandenburgischen und Preußischen Geschichte. Bd. 9). Berliner Wissenschafts-Verlag, Berlin 2003, ISBN 3-8305-0343-1, S. 385–390. Ein Schriftenverzeichnis bis 2013 erschien in: Knut Schulz: Dietrich Kurze (1928–2016). In: Jahrbuch für die Geschichte Mittel- und Ostdeutschlands, Bd. 62 (2016), S. 227–238, hier: S. 237 f.
- Johannes Lichtenberger († 1503). Eine Studie zur Geschichte der Prophetie und Astrologie (= Historische Studien. Bd. 379). Matthiesen, Lübeck u. a. 1960.
- Pfarrerwahlen im Mittelalter. Ein Beitrag zur Geschichte der Gemeinde und des Niederkirchenwesens (= Forschungen zur kirchlichen Rechtsgeschichte und zum Kirchenrecht. Bd. 6). Böhlau, Köln u. a. 1966.
- Klerus, Ketzer, Kriege und Prophetien. Gesammelte Aufsätze. Herausgegeben von Jürgen Sarnowsky, Stuart Jenks, Marie-Luise Heckmann. Fahlbusch, Warendorf 1996, ISBN 3-925522-15-8.
- Marie-Luise Heckmann, Susanne Jenks und Stuart Jenks (Hrsg.): Berlin-Brandenburgische Kirchengeschichte im Mittelalter. Neun ausgewählte Beiträge (= Bibliothek der brandenburgischen und preußischen Geschichte. Bd. 9). Berliner Wissenschafts-Verlag, Berlin 2002, ISBN 3-8305-0343-1 (online).